# 日産自動車村山工場

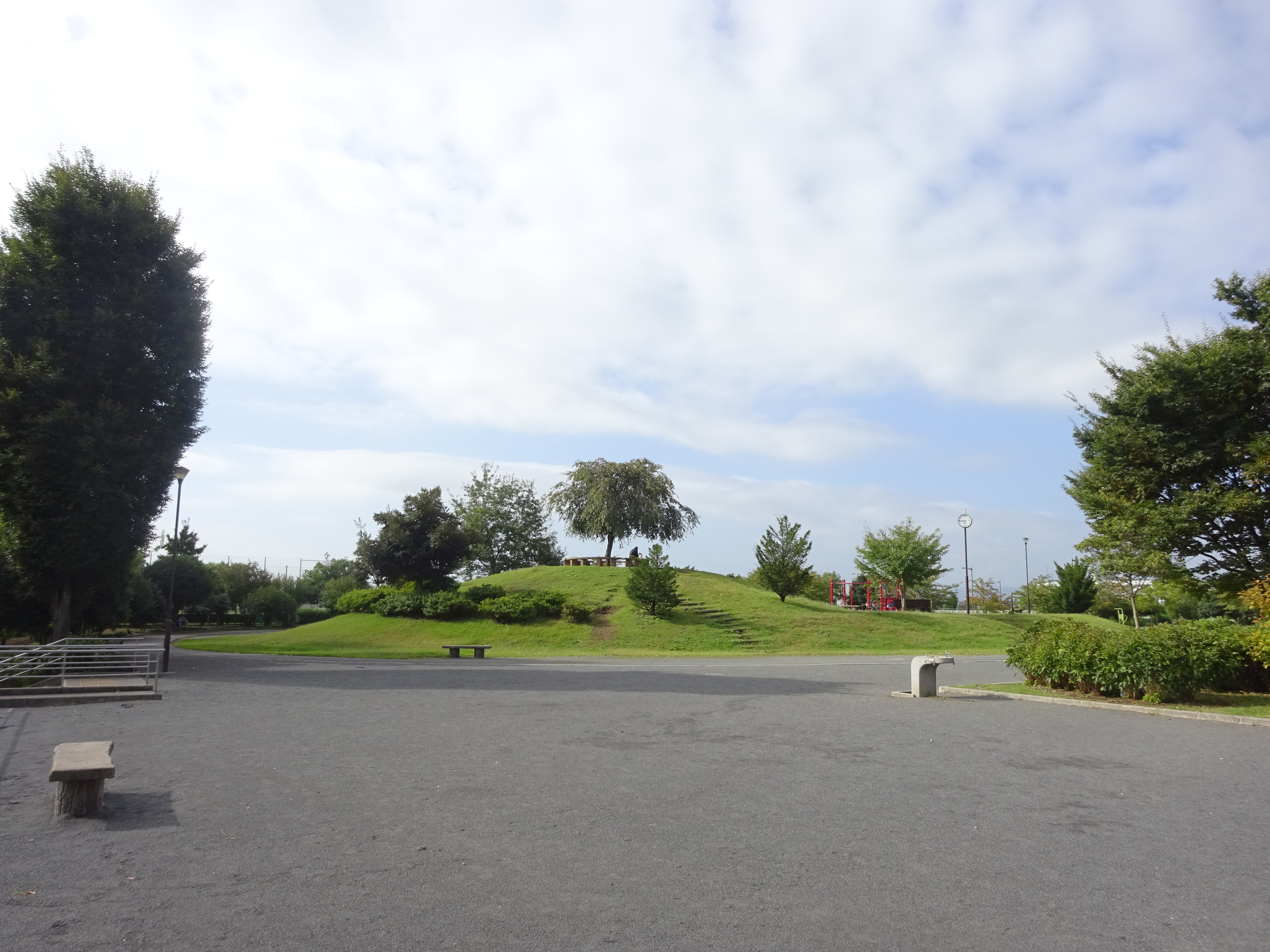
日産自動車村山工場跡地の北部の一角に建設された「プリンスの丘公園」
（2015年10月撮影）

日産自動車村山工場（にっさんじどうしゃむらやまこうじょう）は、2001年（部品は2004年）まで東京都武蔵村山市榎1-1（一部は立川市にまたがる）に所在した、日産自動車の主力生産工場のひとつとして存在していた工場である。プラントコードは「5」。

## 概要

### 施設
敷地面積は1,390,000m2で、敷地は東京都立川市と武蔵村山市にまたがって立地していた。また1964年度（昭和39年度）から1966年度（昭和41年度）にかけては、村山工場の労働者を受け入れるべく都営村山団地が建設されている。

### 歴史
1962年、プリンス自動車工業第1号車であるグロリアのオフラインを皮切りに同社の乗用車生産工場として操業を開始したことが始まりであり、プリンス・ロイヤルやスカイラインもここで生産された。
その後、1966年の日産自動車との合併以降、栃木工場、追浜工場などと並ぶ日産自動車の中核的な車両生産拠点として重要な役割を果たしてきた。同工場では、プリンス自動車工業時代からのグロリア、スカイラインに加え、ローレル、プレセア、マーチ、キューブなどの日産の主力車種の生産をも行い、日産自動車武藏村山工場としての累計生産台数は約968万台である。
敷地の西部には一周約4.25kmのコーナー・バンク付きオーバル状テストコースがあり、スカイラインもここでテスト走行が行われた。
完成車は一台一台、陸送会社の手により五日市街道を経て、昭島駅北口前の昭和飛行機工業の広大な米軍接収施設の飛行場地域が全面返還されたゴルフ場跡地に運ばれてここで保管された。ここからクルマを運ぶキャリアカー(トレーラー)を使う「日産陸送株式会社（現：株式会社ゼロ）」、「弘和陸送株式会社（現：株式会社ゼロ）」およびプリンス自動車工業時代からの「世田谷陸送株式会社」、「麻生陸送株式会社」、「株式会社須山陸送」といった車両輸送会社の手で全国の日産プリンス販売店、川崎・横浜にある自動車運搬船の積み出し基地まで運ばれた。
1999年、日産自動車の株式を取得して資本提携を結んだフランスのルノー社から最高執行責任者(COO)に就任したカルロス・ゴーンによって、日産全体の経営の立て直しを図るために立案された「日産リバイバルプラン」の具体案の一つとして村山工場は閉鎖が決定。自動車生産工場としては2001年から2004年にかけて順次閉鎖され、工場機能は他の日産工場各所に移転された。これにより、40年余りに渡る日産自動車の主力工場としての歴史に幕を閉じた。

### 跡地利用

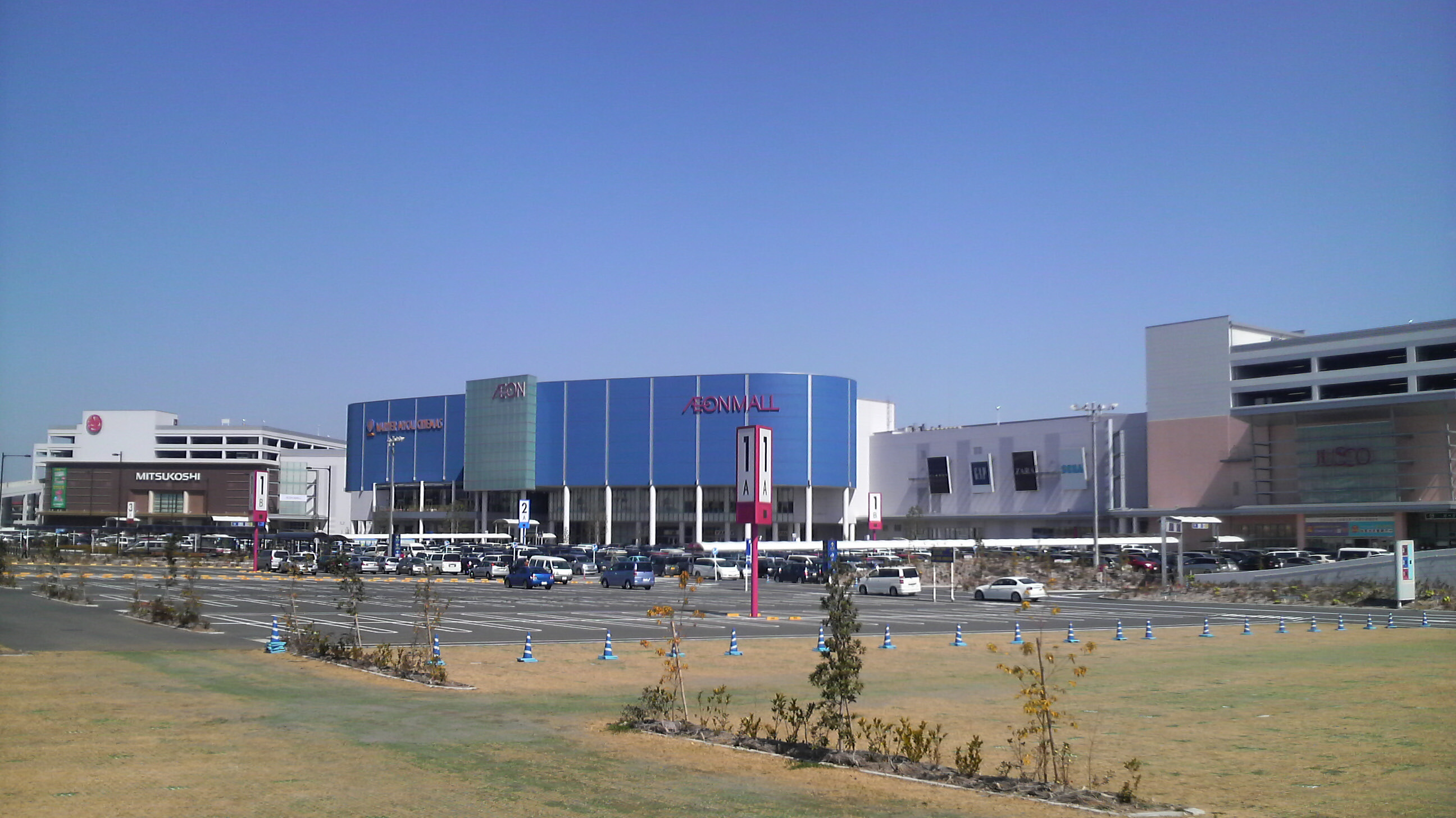
工場跡地の北端部に建設された「イオンモールむさし村山」
（2008年3月撮影）

移転終了後、工場跡地は売却・譲渡され再開発が進められたが、建屋と設備は撤去されたものの工場跡地の全てが再開発はされておらず、テストコース跡を含めて大半が広大な空き地として残存しており、2016年現在においても航空写真などによる上空からの眺望では長大なテストコースおよびその他の遺構を窺うことができる。
跡地のうち全体の3分の1、旧テストコースの北側部分を含む北部跡地には、ダイヤモンドシティ・ミュー（現：イオンモールむさし村山）、武蔵村山病院、カレスト村山（カーミナル東京・東京日産新車のひろば村山店）、わらべや日洋東京工場などが建設された。またその一角にプリンスの丘公園があり、工場があった歴史を伝える記念碑が設置されている。
残る3分の2、テストコース中央部および南側、そして敷地東側の工場区画は宗教法人真如苑に譲渡された。この区画は所有者の真如苑を加えた「跡地利用協議会」（五者協議会）が立ち上げられ、「プロジェクトMURAYAMA用地」と称されてまちづくりのための土地利用が検討された。
以後、協議会による検討が繰り返し行われているものの、真如苑所有地部分についてはほとんど利用されていないが、2013年8月23日にはサッカーグラウンド「真如苑芝生ひろば」（真如苑グラウンド）が開設され、地元の体育協会・サッカー協会に貸し出されている。2022年5月にこの地の正式名称は「真如ヤーナ」となった。
また、武蔵村山市役所の移転が検討されており、2020年7月、基本計画が策定された。

## 沿革
- 1962年 - プリンス自動車工業村山工場として操業開始。同時にグロリア、スカイラインなどを生産開始。
- 1966年 - 日産自動車との合併により「日産自動車村山工場」に改組。車名もそれぞれ「日産グロリア」「日産スカイライン」となる。同年12月からダットサン・サニートラック生産開始[7]（1970年2月まで）。
- 1968年 - ローレル生産開始。
- 1975年 - フォークリフト生産開始。
- 1982年 - マーチ生産開始。
- 1986年 - レパード生産開始（F31型、1988年まで。以降は1991年まで追浜工場で生産）。
- 1988年 - セフィーロ生産開始。
- 1995年 - プレセア生産開始。デミング賞事業所表彰受賞[8]。
- 1996年 - ステージア生産開始。
- 1998年1月 - テストコースを転用した運転講習施設「日産ドライビングパーク」開設。キューブとティーノ生産開始。
- 1999年
  - 10月 - 日産リバイバルプランの発表により閉鎖されることが決定。
  - 11月 - 日産ドライビングパークの閉鎖を決定[9]。
- 2001年3月 - 車両生産工場としては閉鎖（鍍金部品などは引き続き生産）。FR車は栃木工場へ、FF車は追浜工場や九州工場（現・日産自動車九州）へ生産が移管された。
- 2001年8月 - 日産自動車村山工場跡地利用協議会が設置される。
- 2002年3月 - 跡地全体（140万m2）の75%を宗教法人真如苑が購入、跡地利用協議会に参加。
- 2003年3月 - 跡地利用協議会が「まちづくり方針」を公表[10]。
- 2004年 - 村山工場が完全閉鎖、42年の歴史に幕を閉じる。
- 2006年11月 - 「プロジェクトMURAYAMA」の整備基本計画概要が公表される。
- 2007年8月 - 跡地関係者が構成員となり「武蔵村山市榎地区まちづくり検討会」が設立される。
- 2009年3月 - 日産自動車村山工場跡地利用協議会（五者協議会）「まちづくり方針」が発表される[11]。
- 2022年5月 - 真如苑所有地の正式名称が「真如ヤーナ[12]」となる。

## 生産された車種
- グロリア
- スカイライン（R34型まで）

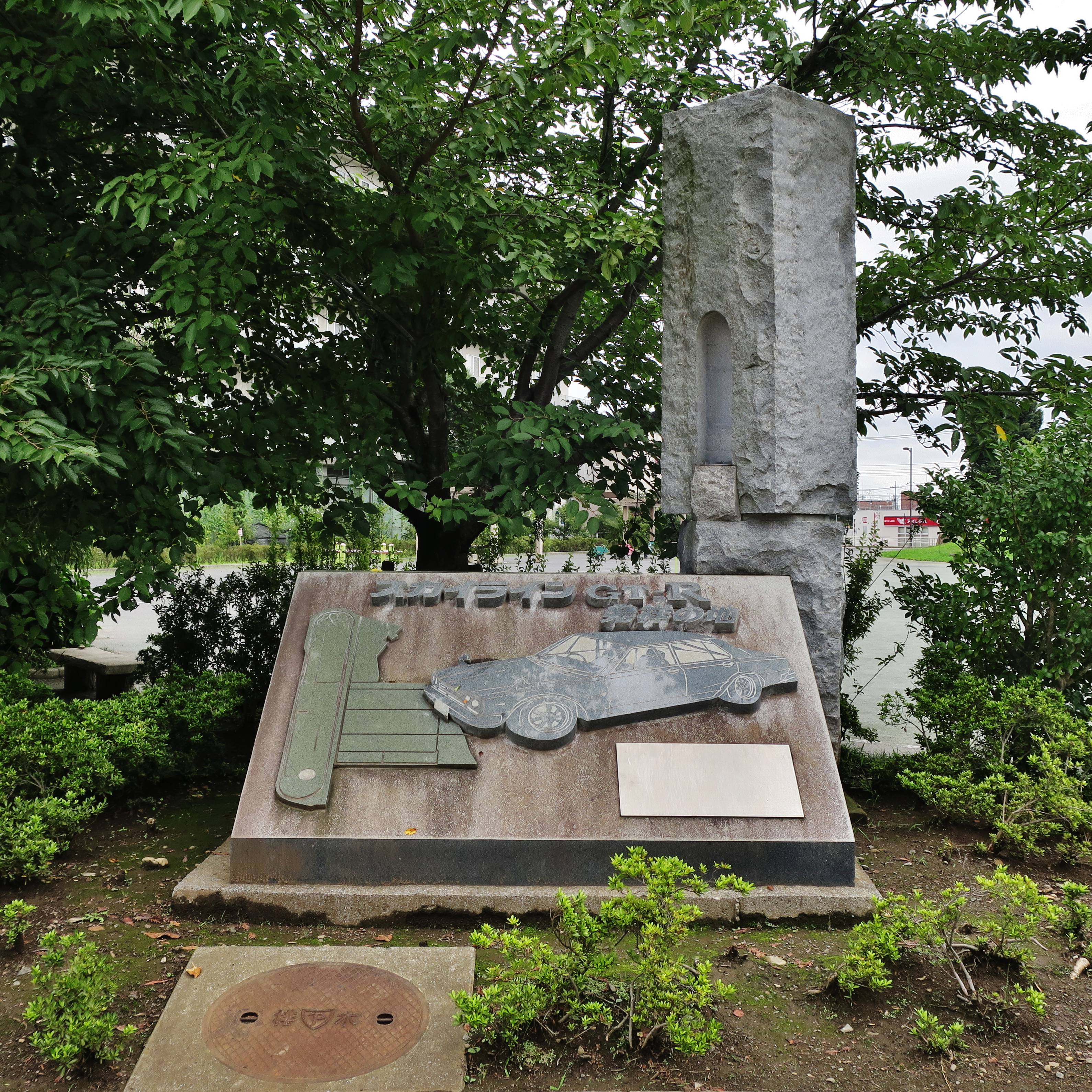
プリンスの丘公園に建つ「スカイラインGT-R発祥の地」の碑

- スカイラインGT-R（BNR34型中期型まで）
- ダットサン・サニートラック
- ローレル（C35型中期まで）
- セフィーロ（A31型[注釈 1]）
- ステージア（WGNC34型）
- プレセア（R11型）
- マーチ
- キューブ　(Z10の途中から追浜工場へ移管)
- ティーノ
- フォークリフト（閉鎖後は高田工業へ移管[注釈 2]）
- 日産・ホーマー（2トントラック）
- プリンス・クリッパー（トラック）
- プリンス・マイラー（輸出専用のボンネット小型トラック）